# Andreas Sprecher von Bernegg
Andreas Sprecher von Bernegg (Grabs, 15 de octubre de 1871-Zúrich, 13 de agosto de 1951) fue un naturalista, botánico, y agrónomo suizo, y autor de importantes manuales de flora tropical y subtropical.

## Biografía
Andreas von Sprecher Bernegg se especializó en botánica en la "Eidgenössische Technische Hochschule Zürich" (hoy Universidad de Zúrich, en 1907, con una tesis sobre Ginkgo biloba.
En 1911, con el botánico Henry Correvon exploraron Italia, subiendo los Montes Monte Tombea-Caplone, en Magasa, y describe la flora local en el diario de Ginebra y en la revista del Club Alpino Italiano. Profesor de la misma universidad, y a partir de 1912 trabajó en la Estación Experimental Agropecuaria de tabaco y de caucho en la isla Besuki de Java.
A su regreso a Suiza en 1916, enseñó en el Departamento de Agricultura de la Universidad de Zúrich: técnicas de producción en lugares tropicales hasta 1941. Fue miembro de la Comisión de la agricultura tropical y subtropical del Instituto Internacional de Roma.

## Algunas publicaciones
- 1907. Le Ginkgo biloba L.. Ed. Impr. Atar. 207 pp.
- 1929 –1936. Tropische und subtropische Weltwirtschaftspflanzen - ihre Geschichte, Kultur und volkswirtschaftliche Bedeutung. 286 pp.
  - 1929. Stärke- und Zuckerpflanzen
  - 1929. Ölpflanzen
  - 1934. Genußpflanzen
  - 1934. Kakao und Kola
  - 1934. Kaffee und Guaraná
- 1936. Der Teestrauch und der Tee. Die Mate- und Paraguayteepflanze
- 1953. Dr. Andreas Sprecher von Bernegg, 1895- 1953: Ansprachen an der Trauerfeier in Maienfeld am Sonntag, den 14 de junio de 1953

- La abreviatura «Sprecher» se emplea para indicar a Andreas Sprecher von Bernegg como autoridad en la descripción y clasificación científica de los vegetales.[2]